# Mangue Beat

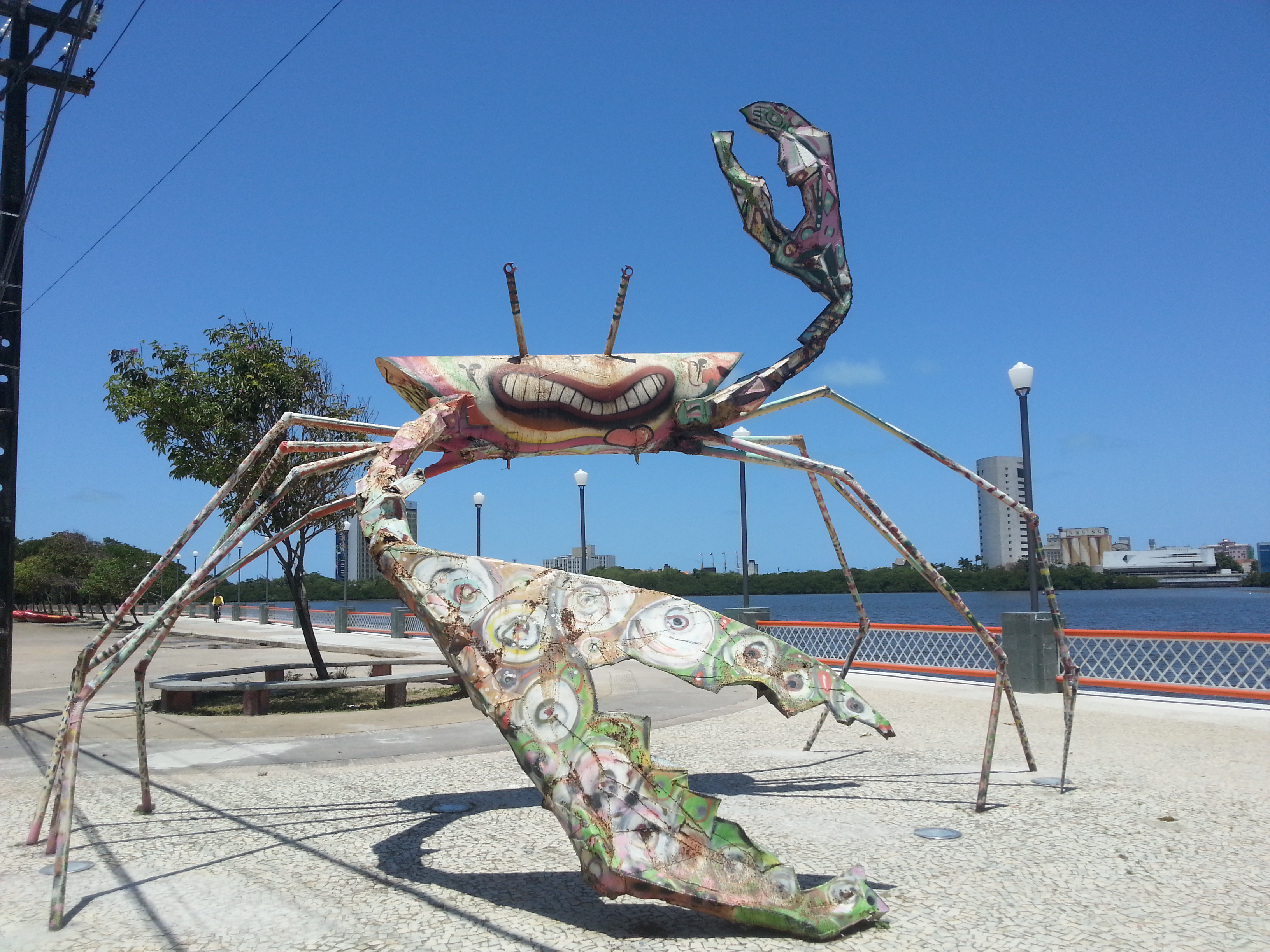
Electric Crab Monument Symbol von Manguebeat auf der Rua da Aurora in Recife.

Mangue Beat, auch Manguebeat, ist eine musikalische Bewegung aus dem Nordosten Brasiliens, im Bundesstaat Pernambuco. Entstanden ist Mangue Beat als Richtung der brasilianischen Musik durch die Bands Chico Science und Nação Zumbi sowie Mundo Livre S/A Ende der 1980er Jahre. Die in der Hauptstadt Recife ansässigen Bands vermischen regionale Musikstile wie zum Beispiel Côco, Ciranda, Embolada, Maracatu mit globalen Sounds wie zum Beispiel New Wave, Rap, Funk, Soul und so weiter. Ziel der Mangue-Bewegung ist es, die reichen regionalen Traditionen mit aktuellen Elementen globaler Musikströmungen zu verbinden, um auf diese Weise die eigenen musikalischen Traditionen wiederzubeleben und das lokale Selbstbewusstsein zu stärken. Einen ähnlichen Ansatz gab es beim Tropicalismo der 1960er Jahre. Die Liedtexte kritisieren die sozial-wirtschaftliche Situation und die Ungerechtigkeiten in der Bevölkerung.
Der Begriff Mangue Beat entstand als Metapher für den kulturellen und musikalischen Reichtum in Recife, denn Recife wurde auf Mangrovensümpfen erbaut und die Manguezais stellen ein produktives Ökosystem in der Region dar. Zuerst nannte sich die musikalische Bewegung Mangue Bit und wurde dann durch Journalisten aus dem Süden Brasiliens zu Mangue Beat.